# John Newlands
John Alexander Reina Newlands (Londra, 26 novembre 1838 – Londra, 29 luglio 1898) è stato un chimico inglese.
Nel 1863 pubblicò la prima tavola periodica degli elementi, ordinata in funzione del peso atomico degli elementi, e nel 1865 notò che le proprietà chimiche si ripetevano ad intervalli di otto elementi, enunciando così la legge delle ottave. Ridicolizzato e deriso dalla società scientifica dell'epoca, nel 1870 fu riscattato da Mendeleev, che pubblicò una nuova tavola periodica indipendente da quella di Newlands, ma basata sui medesimi principi.
Il chimico londinese balzò così all'onore delle cronache e nel 1887 fu premiato con la medaglia Davy.

## Opere

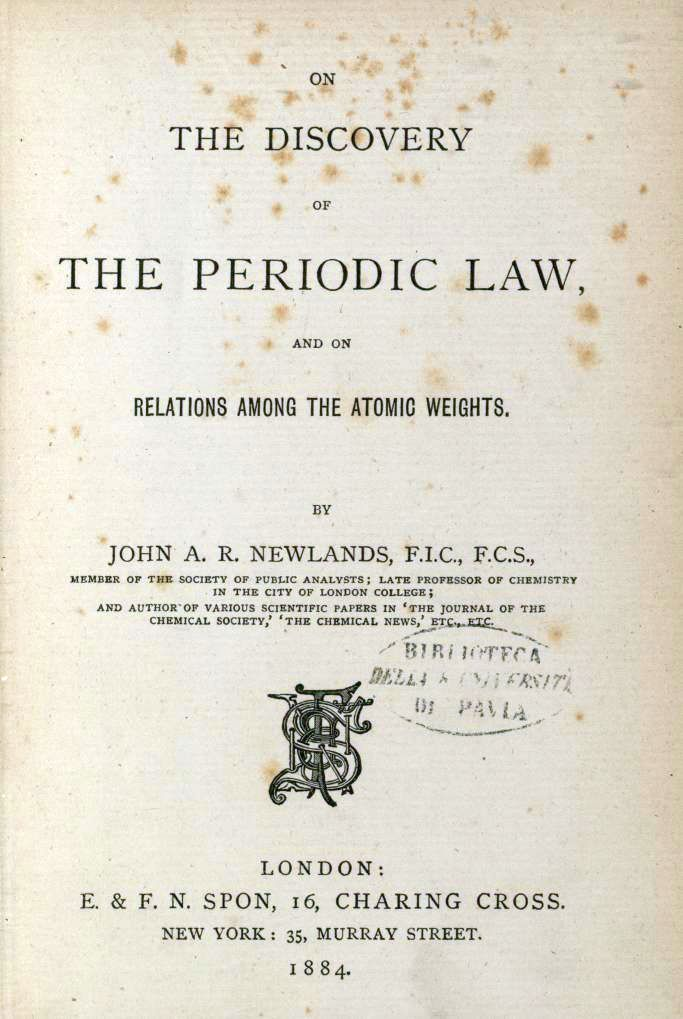
"On the discovery of the periodic law, and on relations among the atomic weights", 1884

- (EN) On the discovery of the periodic law, and on relations among the atomic weights, London, Spon, 1884.